# كيارا أدفاني
علياء أدفاني (المعروفة باسم كيارا أدفاني) (من مواليد 31 يوليو 1992) هي ممثلة هندية تظهر في أفلام بوليوود وأفلام توليوود.
كان أول ظهور لكيارا في الفيلم الكوميدي (Fugly 2014)، ثم ظهرت في الفيلم الرياضي (M.S. Dhoni: The Untold Story 2016) الذي حقق نجاح تجاري، ثم لعبت دور المعلمة المتزوجة حديثًا في فيلم شبكة نتفليكس (Lust Stories 2018).
في وقت لاحق، لعبت دور في الدراما السياسية التيلوجوية (بهارات أني نينو 2018)، أحد أفلام تيلوجو الأكثر ربحًا، وفيلم الرومانسية الهندي (كبير سينغ 2019)، أحد الأفلام الهندية الأكثر ربحًا.

## حياتها الشخصية
وُلدت كيارا أدفاني كابنة كبرى لجاجديب أدفاني، وهو رجل أعمال سندي هندوسي ووالدتها جنيفيف جافري وهي مدرسة للغة السندية والأسكتلندية والإيرلندية والبرتغالية والإسبانية.
أدفاني لديها أخ أصغر يدعى مشعل، وهي تملك صلة قرابة أيضًا بالعديد من المشاهير عبر أسرتها الأم. الممثلان أشوك كومار وسعيد جافري هما جدها الأكبر وعمها، في حين أن العارضة شاهين جفري والممثلة جوهي تشاولا من عماتها.

## اختيار الاسم الفني
غيرت أدفاني اسمها الأول إلى كيارا قبل إطلاق فيلمها الأول Fugly. في مقابلة مع فيلم فير في عام 2019، قالت كيارا أدفاني أن اسم «كيارا» مستوحى من فيلم أنجانا أنجاني حيث يطلق على شخصية بريانكا شوبرا كيارا.

## المسيرة المهنية

### العمل المبكر (2014–2017)

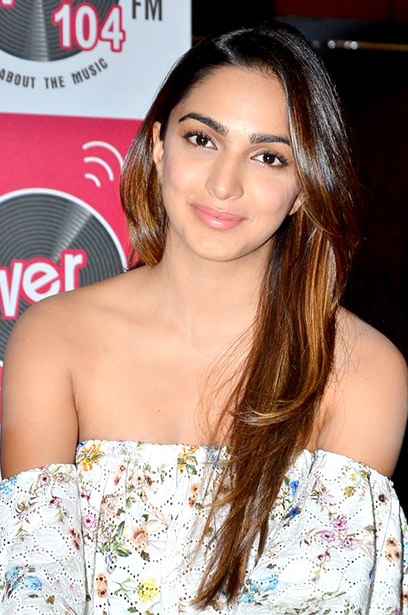
أدفاني في مناسبة لـ MS Dhoni: The Untold Story في عام 2016

بدأت أدفاني عملها بالتمثيل مع الممثلة كوبر ساداناند Fugly (2014)، والذي ظهرت فيها إلى جانب مجموعة من الممثلين. قوبل أدائها بتعليقات إيجابية؛ قال تاران أدارش من بوليوود هونجاما: "كيارا أدفاني لديها "مزيج من المظهر والموهبة".
حين أشار مهول ثاكار من ديكان كرونيكل إلى أدائها باعتباره «ملفتًا للغاية» وقالت إنها واعدة. ومع ذلك لم يلق الفيلم النجاح التجاري المأمول حيث حقق 148 مليون روبية هندية (2٫5 مليون دولار أمريكي)، وهو قد أعد بميزانية 180 مليون روبية هندية (3٫0 مليون دولار أمريكي).
كان دور أدفاني الثاني في فيلم دراما رياضي سيرة نيراج باندي MS Dhoni: The Untold Story (2016)، عن حياة ماهيندرا دوني، لاعب الكريكيت الهندي كان كابتن الفريق السابق لفريق الكريكيت الهندي.
تم تصوير أدفاني إلى جانب سوشانت سينغ راجبوت (الذي صوّر شخصية دوني في الفيلم)، وشخصية الحياة الحقيقية ل Sakshi Rawat (مدير فندق يقع مع دوني في الحب ثم يتزوجان لاحقًا). كان أداءها والكيمياء بينها وبين راجبوت موضع تقدير كبير من قبل النقاد وكان الفيلم مشجعا للغاية. وبلغت أرباحه الإجمالية أكثر من 2.16 مليار روبية هندية (36 مليون دولار أمريكي) في مبيعات التذاكر في جميع أنحاء العالم، وكان من أعلى الأفلام الهندية ربحًا في ذلك العام.
في العام التالي ظهرت أدفاني إلى جانب مصطفى بورماوالا في Machine (2017)، وهو فيلم رومانسي من المخرج الثنائي عباس - موستان، يحكي عن اثنين من عشاق السباقات يقعان في الحب. جاءت ردود الفعل على الفيلم سلبية، كما تم انتقاد أداء أدفاني إلى حد كبير.

### (2018 حتى الآن)

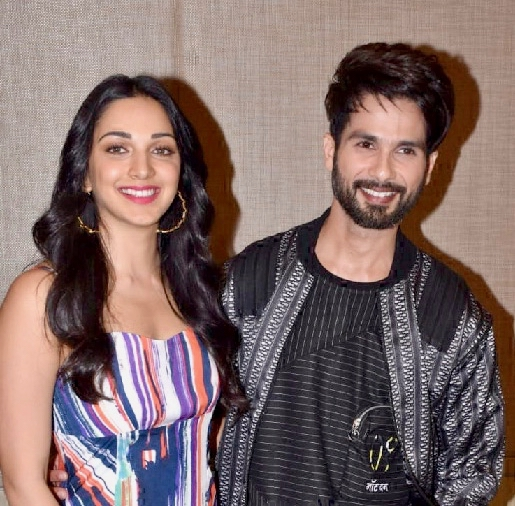
أدفاني وشهيد كابور في حدث لكبير سينغ في عام 2019. يصنف الفيلم كأفضل إصدار لها في بوليوود.

كانت 2018 فترة ناجحة في حياة أدفاني، حيث صورت فيلمين ناجحين، كان أولهما فيلم «مختارات قصصية»، وهو من شبكة نتفليكس يتألف من أربعة أجزاء تتناول النشاط الجنسي للمرأة.
ظهرت في مقطع كاران جوهر، وتلعب دور ميخا، وهي زوجة متزوجة حديثًا فشل زوجها (الذي يلعب دوره فيكي كوشال) في إدراك عدم رضاها الجنسي. حقق الفيلم عوائد مالية وحصل دور أدفاني على تعليقات إيجابية من النقاد.
في وقت لاحق من ذلك العام، ظهرت لأول مرة في سينما التيلجو مع فيلم كاراتالا سيفا الإثارة السياسية بهارات أني نينو، حول قصة طالب (يلعب دوره ماهيش بابو) الذي يصبح رئيس وزراء ولاية أندرا براديش بشكل غير متوقع. حقق الفيلم إيرادات عالمية من 2.25 مليار روبية هندية (37 مليون دولار أمريكي)، ليصبح أحد أضخم الأفلام السينمائية في التيلجو.
أيضا في تلك السنة ظهرت أدفاني في ألبوم موسيقي للمغني الهندي (يو يو هاني سينغ) برفقة شهيد كابور.
في عام 2019 ظهرت أدفاني في فيلم التيلجو الدرامي (سانكرانتيهي) مع المخرج بوياباتي سرينو، تلقى الفيلم رد سلبي وفشل في شباك التذاكر.
عادت أدفاني بعد ذلك إلى بوليوود من خلال أغنية «الدرجة الأولى» لدراما وصمة عار، والتي كان أداءها سيئًا أيضًا في شباك التذاكر.
كان ظهورها التالي في الدراما الرومانسية لكاب سينغ من سانديب فانجا بجانب شهيد كابور. في مقتبس من فيلم Vanga 2017 Telugu، أرجون ريدي، كان يدور حول طالب الطب الفخري والذي يدمر نفسه بتعاطيه الكحول بعد أن تزوجت حبيبته من شخص آخر.
على الرغم من تلقيه آراء متضاربة حول كره النساء والذكورة السامة، برز كبير سينج كأفضل فيلم بوليوود ربحًا في العام وأعلى إصدار لبوليوود لشركة Advani والذي حقق أرباحًا 3.55 مليار روبية هندية (59 مليون دولار أمريكي) في جميع أنحاء العالم.

## وصلات خارجية
- كيارا أدفاني على موقع IMDb (الإنجليزية)
- كيارا أدفاني على موقع قاعدة بيانات الأفلام العربية
- كيارا أدفاني على موقع ميوزك برينز (الإنجليزية)
- كيارا أدفاني على موقع أول موفي (الإنجليزية)
- كيارا أدفاني على موقع قاعدة بيانات الفيلم (الإنجليزية)
- كيارا أدفاني على موقع كينوبويسك (الروسية)